# Lijst van voetbalinterlands Guatemala - Guyana
Deze lijst van voetbalinterlands is een overzicht van alle officiële voetbalwedstrijden tussen de nationale teams van Guatemala en Guyana. De landen speelden tot op heden zes keer tegen elkaar. De eerste ontmoeting, een vriendschappelijke wedstrijd, werd gespeeld in Kennesaw (Verenigde Staten) op 17 november 2010. Het laatste duel, een kwalificatiewedstrijd voor de CONCACAF Gold Cup 2025, vond plaats op 25 maart 2025 in Guatemala-Stad.

## Wedstrijden
| № | Plaats          | Datum            | Competitie                          | Wedstrijd          | Uitslag |
| - | --------------- | ---------------- | ----------------------------------- | ------------------ | ------- |
| 1 | Kennesaw        | 17 november 2010 | Vriendschappelijk                   | Guyana – Guatemala | 0 – 3   |
| 2 | Georgetown      | 29 februari 2012 | Vriendschappelijk                   | Guyana – Guatemala | 0 – 2   |
| 3 | Fort Lauderdale | 3 juli 2021      | CONCACAF Gold Cup 2021 kwalificatie | Guatemala − Guyana | 4 − 0   |
| 4 | Leonora         | 11 oktober 2024  | CONCACAF Nations League 2024/25     | Guyana − Guatemala | 1 − 3   |
| 5 | Bridgetown      | 21 maart 2025    | CONCACAF Gold Cup 2025 kwalificatie | Guyana − Guatemala | 3 − 2   |
| 6 | Guatemala-Stad  | 25 maart 2025    | CONCACAF Gold Cup 2025 kwalificatie | Guatemala − Guyana | 2 − 0   |

## Samenvatting
| Competitie                     | Totaal gespeeld | Winst Guatemala | Gelijk | Winst Guyana | Doelsaldo Guatemala – Guyana |
| ------------------------------ | --------------- | --------------- | ------ | ------------ | ---------------------------- |
| CONCACAF Gold Cup-kwalificatie | 3               | 2               | 0      | 1            | 8 − 3                        |
| CONCACAF Nations League        | 1               | 1               | 0      | 0            | 3 − 1                        |
| Vriendschappelijk              | 2               | 2               | 0      | 0            | 5 − 0                        |
| Totaal                         | 6               | 5               | 0      | 1            | 16 − 4                       |

FNFG · A-internationals · Selecties · Guatemalteeks vrouwenelftal
1920 – 1949 ·
1950 – 1969 ·
1970 – 1979 ·
1980 – 1989 ·
1990 – 1999 ·
2000 – 2009 ·
2010 – 2019 ·
2020 − 2029
1921 · 
1922 · 
1923 · 
1923–1929 · 
1930 · 
1931–1934 · 
1935 · 
1935–1942 · 
1943 · 
1944 · 1945 · 
1946 · 
1947 · 
1948 · 
1949 · 
1950 · 
1941 · 1942 · 
1953 · 
1954 · 
1955 · 
1956 · 
1957 · 
1958 · 1959 · 
1960 · 
1961 · 1962 · 
1963 · 
1964 · 
1965 · 
1966 · 
1967 · 
1968 · 
1969 · 
1970 · 
1971 · 
1972 · 
1973 · 
1974 · 
1975 · 
1976 · 
1977 · 
1978 · 1979 · 
1980 · 
1981 · 1982 · 
1983 · 
1984 · 
1985 · 
1986 · 
1987 · 
1988 · 
1989 · 
1990 · 
1991 · 
1992 · 
1993 · 1994 · 
1995 · 
1996 · 
1997 · 
1998 · 
1999 · 
2000 · 
2001 · 
2002 · 
2003 · 
2004 · 
2005 · 
2006 · 
2007 · 
2008 · 
2009 · 
2010 · 
2011 · 
2012 · 
2013 · 
2014 ·
2015 ·
2016 ·
2017 ·
2018 ·
2019 ·
2020 ·
2021 ·
2022 ·
2023 ·
2024
Anguilla ·
Antigua en Barbuda ·
Argentinië ·
Armenië ·
Barbados ·
Belize ·
Bermuda ·
Bolivia ·
Brazilië ·
Britse Maagdeneilanden ·
Canada ·
Chili ·
Colombia ·
Costa Rica ·
Cuba ·
Curaçao ·
Dominica ·
Dominicaanse Republiek ·
Ecuador ·
El Salvador ·
Grenada ·
Guyana ·
Haïti ·
Honduras ·
IJsland ·
Iran ·
Israël ·
Jamaica ·
Japan ·
Mexico ·
Nederlandse Antillen ·
Nicaragua ·
Noorwegen ·
Panama ·
Paraguay ·
Peru ·
Polen ·
Puerto Rico ·
Qatar ·
Saint Lucia ·
Saint Vincent en de Grenadines ·
Slowakije ·
Sovjet-Unie ·
Suriname ·
Trinidad en Tobago ·
Uruguay ·
Venezuela ·
Verenigde Staten ·
Zuid-Afrika ·
Zuid-Korea
GFF · A-internationals · Olympisch elftal · Guyaans vrouwenelftal
Amerikaanse Maagdeneilanden ·
Anguilla ·
Antigua en Barbuda ·
Aruba ·
Bahama's ·
Barbados ·
Belize ·
Bermuda ·
Bolivia ·
Cambodja ·
Costa Rica ·
Cuba ·
Dominica ·
Dominicaanse Republiek ·
El Salvador ·
Ethiopië · 
Grenada ·
Guatemala ·
Haïti ·
India ·
Indonesië ·
Jamaica ·
Kaaimaneilanden ·
Kaapverdië ·
Mexico ·
Montserrat ·
Nederlandse Antillen ·
Panama ·
Puerto Rico ·
Saint Kitts en Nevis ·
Saint Lucia ·
Saint Vincent en de Grenadines ·
Suriname ·
Trinidad en Tobago ·
Turks- en Caicoseilanden ·
Verenigde Staten